# Ward Lake
Der Ward Lake ist ein kleiner See am unteren Ende des Ward-Gletschers an der Ostseite der Royal Society Range im ostantarktischen Viktorialand.
Teilnehmer der Terra-Nova-Expedition (1910–1913) unter der Leitung des britischen Polarforschers Robert Falcon Scott benannten ihn in Anlehnung an die Benennung des gleichnamigen Gletschers nach dem australischen Geologen Leonard Keith Ward (1879–1964).